# Une bouteille dans la mer de Gaza
Une bouteille dans la mer de Gaza est un roman de Valérie Zenatti paru le 14 janvier 2005 aux éditions de L'École des loisirs.

## Résumé
Ce roman décrit la correspondance entre Tal, jeune fille israélienne vivant dans la ville de Jérusalem, et Naïm, un jeune homme qui habite à Gaza. Ce livre raconte le conflit israélo-palestinien avec ses difficultés mais aussi ses espoirs, entre une réalité géopolitique et les préoccupations individuelles.

## Adaptation
Cet ouvrage a fait l'objet d'une adaptation cinématographique : intitulé Une bouteille à la mer, le film est réalisé par Thierry Binisti et est sorti en 2012.